# Эффин
Эффин (англ. Effin; ирл. Eithbhinn) — ирландская деревня, таунленд и гражданский приход в графстве Лимерик, провинция Манстер. Расположена на дороге R515 между городами Ро-Луирк и Килмаллок

## История
Название деревни происходит от имени Святого Эйфина — настоятеля и епископа Нью-Росса, вероятно жившего в шестом веке.
Отец Дэвид Нэгл, уроженец Ро-Луирка, построил нынешнюю церковь Эффина в 1836 году, и был в ней похоронен после своей смерти в 1947 горду. Церковь была отреставрирована в 1981 году.
В ноябре 2011 года жители Эффина вступили в конфликт с Facebook, поскольку они не могли зарегистрировать деревню в качестве своего дома из-за того, что Facebook считывал название деревни — «Effin» за нецензурное «Effing». Вскоре проблема была решена и жители смогли регистрировать Эффин в качестве своей родной деревни.

## Образование
В деревне функционирует Scoil Mhuire National School — начальная школа, открывшаяся в 1941 году.

## Спорт

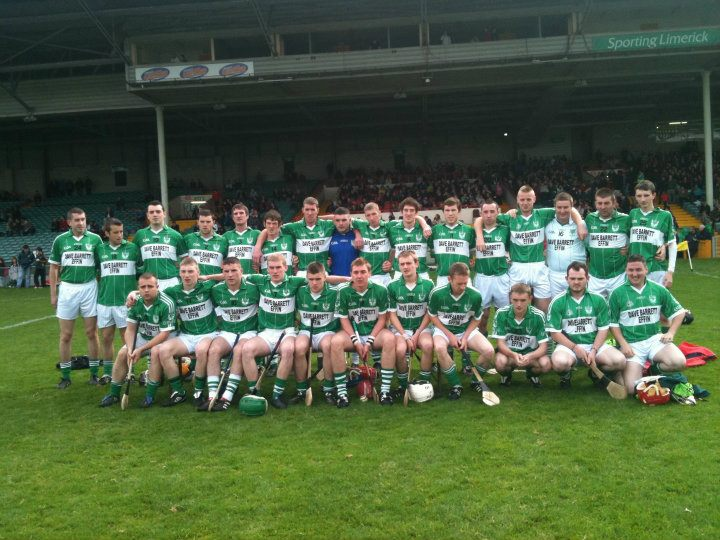
Чемпионы округа и Манстера среди команд среднего звена. 2011 год

С 1887 года в приходе расположен клуб Гэльской атлетической ассоциации (ГАА). Деревняя располагает спортивным полем ГАА с раздевалками и трибунами.
В 2010 году команда по хёрлингу Эффина выиграла свой первый финал графства и затем выиграла титул Манстера. Однако в полуфинале All-Ireland они потерпели поражение от Na Fianna. В 2011 году они выиграли чемпионат графства по хёрлингу среди промежуточных команд.
Выступая в качестве старшей команды по хёрлингу в течение нескольких лет, с 2023 года клуб играет в чемпионате Limerick Premier Intermediate Hurling Championship.

## Известные выходцы
- Тим Ханнан — школьный учитель, советник и общественный деятель, писавший под псведонимом «Rambling Thady» колонку для газеты Limerick Leader
- Джон С. О'Риордан — католический епископ Кенемы в Сьерра-Леоне
- Брат Стивен Рассел — ветеран Второй мировой войны и поэт. Основатель Дома послушников Алексианского ордена в Кобе, графство Корк